# Съботчани
Съботчани (на гръцки: Αριδαιώτες, Аридеотес) са жителите на мъгленското градче Съботско, на гръцки Аридеа, Егейска Македония, Гърция. Това е списък на най-известните от тях.

## Родени в Съботско
А – Б – В – Г – Д –
Е – Ж – З – И – Й —
К – Л – М – Н – О —
П – Р – С – Т – У —
Ф – Х – Ц – Ч – Ш —
Щ – Ю – Я

### А
- Андонис Мину (р. 1958), гръцки футболист

### В
- Василиос Целепис (Βασίλειος Τσελέπης), гръцки андартски деец, четник[1]

### Д
- Деспина Запуниду, гръцка състезателка по маратонско бягане

### Е
- Евстати Ковачев (Ευστάθιος Κουβάτσης), гръцки андартски деец[2]

### И
- Иван Пецов (Пацев, Пецев, 1892 – ?), македоно-одрински опълченец, четата на Григор Джинджифилов, 2 рота на 15 щипска дружина, ранен на 5 юли 1913 година[3]
- Иван Ристов (Ричков, 1891 – ?), македоно-одрински опълченец, 4 рота на 13 кукушка дружина[4]

### Й
- Йоанис Маврудис (Ιωάννης Μαυρουδής), гръцки андартски деец, агент от трети ред под командването на Атанасиос Минопулос, с когото участва и в Балканската война[1]
- Йоанис Папайоану (Ιωάννης Παπαϊωάννου), гръцки андартски деец, четник[1]
- Йоргос Пецивас (1946 - 2018), гръцки сценограф, актьор и историк

### М
- Михаил Палюрев (Μιχαήλ Παλιούρης), гръцки андартски деец[2]

### Н
- Никодим Царкняс (р. 1942), гръцки монах с македонско национално съзнание

### П
- Петрос Дурдумбакис (р. 1961), гръцки музикант

### Т
- Теофилос Гацос (1930 – 2012), гръцки политик

### Х
- Харис Костопулос (1964 - 2024), гръцки музикант
- Христо, разстрелян от германските окупационни войски на 3 март 1944 година на пътя Солун - Кукуш[5]
- Христос Петкос (Χρήστος Πέτκος), гръцки андартски деец, агент от трети ред, помощник в гръцката болница във Воден, охрана заедно с баща си и братята си[1]

## Свързани със Съботско
- Георгиос Пасхалидис (р. 1951), гръцки политик, по произход от Съботско
- Марианти Захараки (1891 - ?), гръцка учителка в Съботско в началото на XX век